# Burg Waldeck (Odenwald)
Die Burg Waldeck ist die Ruine einer Höhenburg in Vorderheubach, einem heutigen Ortsteil von Heiligkreuzsteinach, im Rhein-Neckar-Kreis in Baden-Württemberg.

## Lage
Die Reste der einstigen Höhenburg liegen auf einem 315 m ü. NN hohen isolierten kleinen Berghügel zwischen dem Tal der Steinach und dem ihres kleinen rechten Zuflusses (Hinter-)Heubach, wenige Schritte vom Weiler Schafhof im Odenwald.

## Geschichte
Die Burg wurde von den Herren von Strahlenberg, einem Geschlecht von Edelfreien, das von der zweiten Hälfte des 12. bis zum Beginn des 15. Jahrhunderts bekundet ist, erbaut. Ihr Stammsitz war die um 1235 erbaute Strahlenburg in Schriesheim, wo sich die Familie ursprünglich auf der Basis von Vogteirechten eine kleine Herrschaft aufgebaut hatte, die sie allerdings vom Kloster Ellwangen zu Lehen hielt.
In der zweiten Hälfte des 13. Jahrhunderts erbaute Conrad II. von Strahlenberg die Burg Waldeck. Nachdem sein Bruder Eberhard († 1293) im Jahre 1291 Bischof von Worms geworden war, belehnte dieser seinen Neffen, Conrad III. von Strahlenburg, mit ausgedehntem Gebiet im Steinachtal nördlich von Neckarsteinach, welches Conrad zwischen 1293 und 1316 zur Gründung von Rodungssiedlungen (Heiligkreuzsteinach, Bärsbach, Eiterbach, Lampenhain, Altneudorf, Vorderheubach, Altenbach) nutzte, die in der Herrschaft Waldeck zusammengefasst waren.
1301 öffneten Conrads Witwe und ihre Söhne Conrad IV. und Rennewart II. von Strahlenberg die Burgen Waldeck und Strahlenberg dem Pfalzgrafen Ruprecht und räumten ihm ein Vorkaufsrecht ein. 1310 wurde die Burg jedoch an das Bistum Worms verpfändet. 1357 verkaufte Siegfried von Strahlenberg Burg und Herrschaft Waldeck an Pfalzgraf Ruprecht I. Die Pfalzgrafen veräußerten Waldeck 1388 an die Familie des Ritters Kreis von Lindenfels, erwarben es aber 1537 unter Kurfürst Ludwig V. endgültig.
Die kurpfälzische Verwaltung richtete in der ehemaligen Herrschaft einen eigenen Verwaltungsbezirk ein. Da der Verwalter als „Keller“ bezeichnet wurde und seinen Amtssitz auf der Burg Waldeck hatte, wurde das Gebiet nunmehr als die „Kellerei Waldeck“ bezeichnet. Der Keller war verantwortlich für Verwaltung, Gerichtsbarkeit und Steuern.
Die Burg wurde zu Beginn des Dreißigjährigen Krieges zerstört. Die Kellerei wurde nach Schönau verlegt, wo sie bis 1803 ansässig war.

## Anlage
Die Anlage war mottenartig und von einer unregelmäßigen polygonalen Ringmauer von etwa 1,80 bis 2,20 Meter Dicke umgeben.
Von der zerstörten Burg sind heute nur noch Reste eines Flankierungsturmes und Mauerreste der äußeren Burgmauer im Süden des Burghügels erhalten. Zwischen Burgmauer und Burghügel befindet sich zwischen dem heutigen Gasthaus im Südwesten und einer kleinen Freifläche im Südosten eine ca. 5 bis 8 Meter breite eben Fläche, die als Zwinger angesprochen werden kann. Der zweite noch vor wenigen Jahren vorhandene Schalenturm ist inzwischen zusammengebrochen, seine Reste ins Tal gerutscht. Vom letzten erhaltenen Schalenturm stehen nur noch zwei isolierte Eckteile. Im Rest der Burgmauer findet sich eine Schießscharte. Auf dem von Schuttsteinen bedeckten Burghügel, der ein Burgplateau aufweist, finden sich noch mehrere ca. 50 bis 70 cm große behauene Steine, die zu einem ursprünglichen Steingebäude auf dem kleinen Talberg gehört haben müssen, einige zeigen noch Bearbeitungsspuren. Es kann angenommen werden, dass die längliche Stützmauer südöstlich des Gasthauses aus Steinen der Burg errichtet wurde.
Mit der kleinen Burganlage konnte der Ausgang der drei Rodungstäler, dem Steinacher Tal von Norden, dem Lenzenbachtal von Nordwesten und das Hinterheubacher Tal von Südwesten, deren Dörfer und der Richtung Neckar und Heiligkreuzsteinach verlaufende Talweg kontrolliert werden.

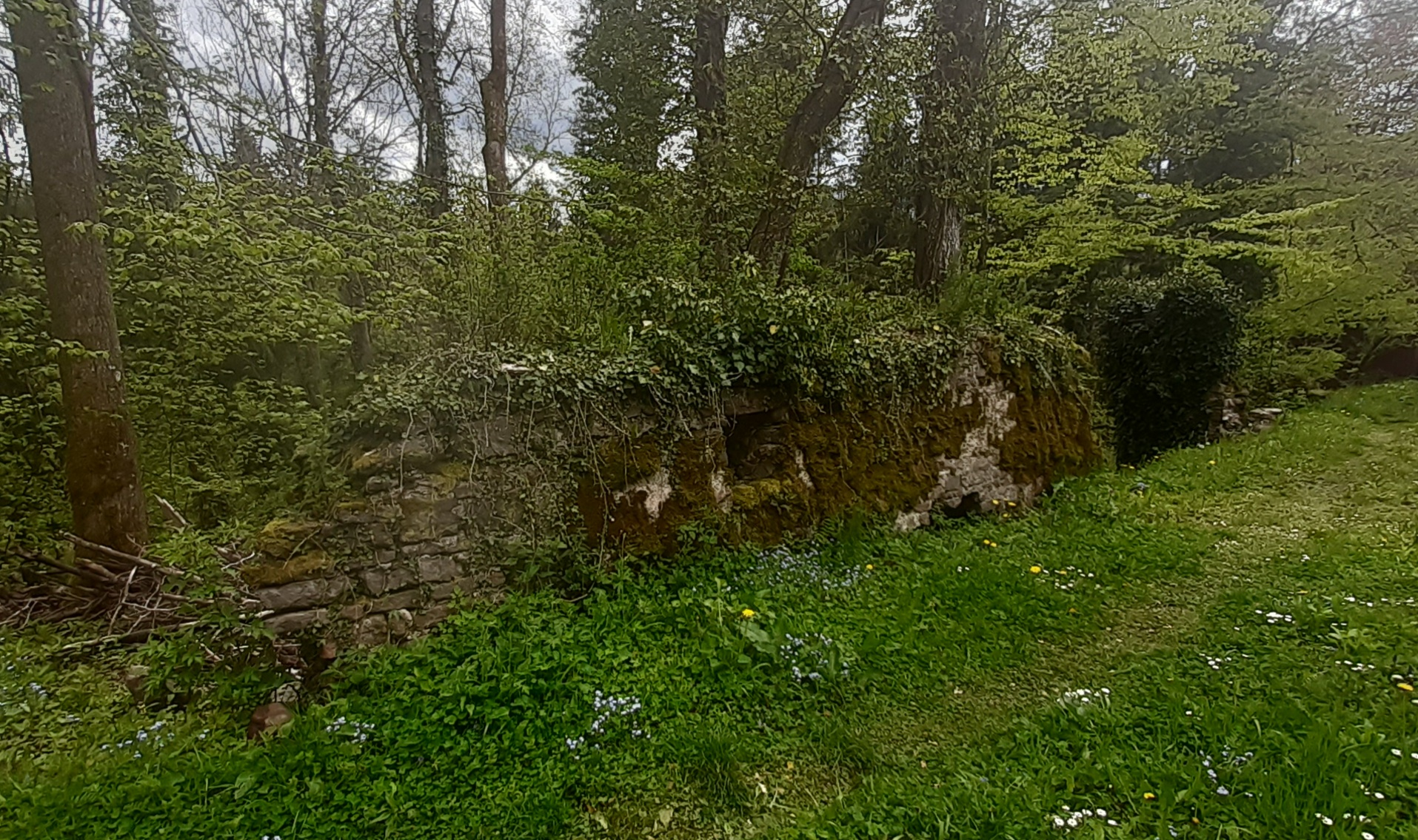
Burgmauerreste und Teile des Flankierungsturmes (Halbschalenturm)
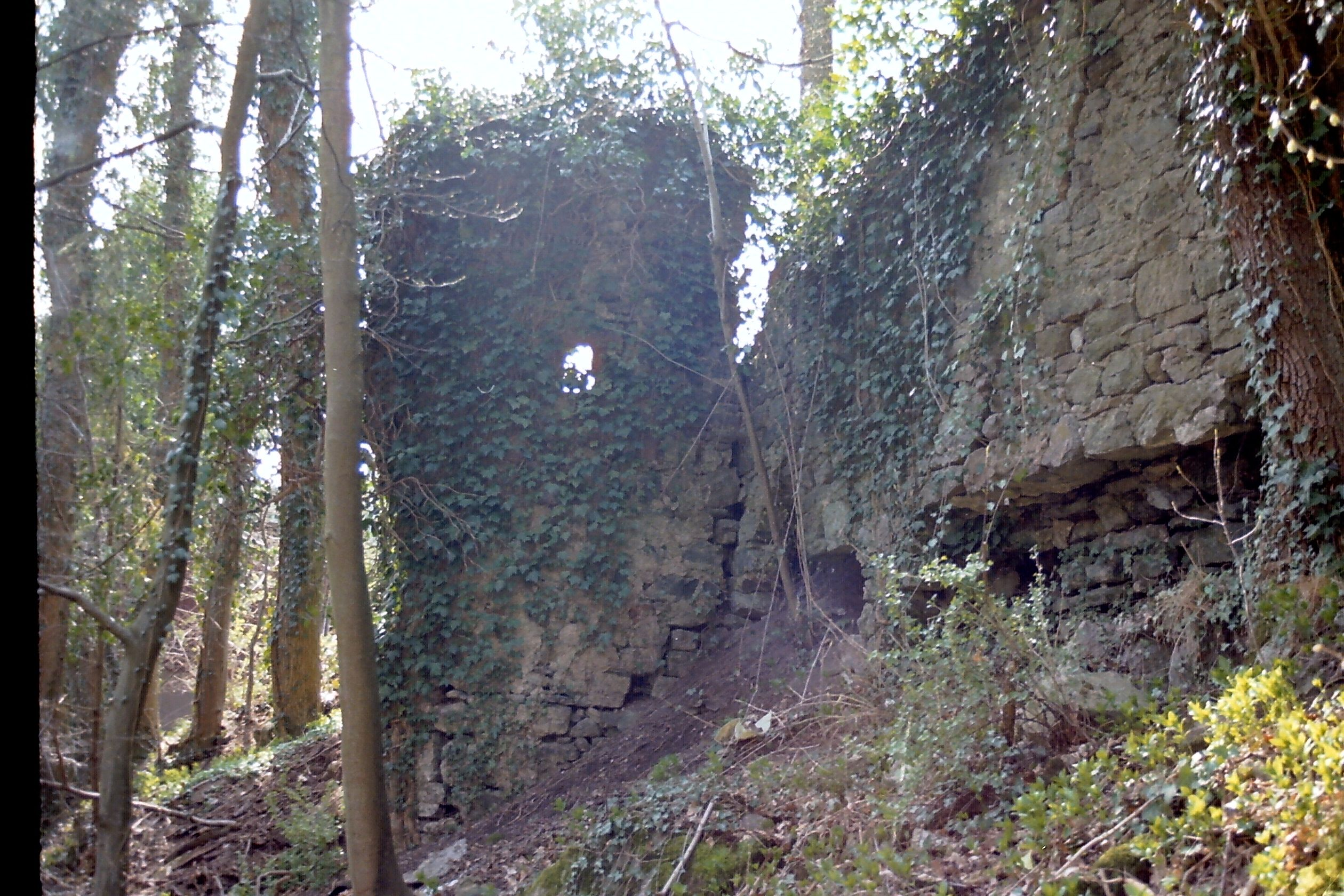
Halbschalenturm von Außen unterhalb der Burgmauerreste
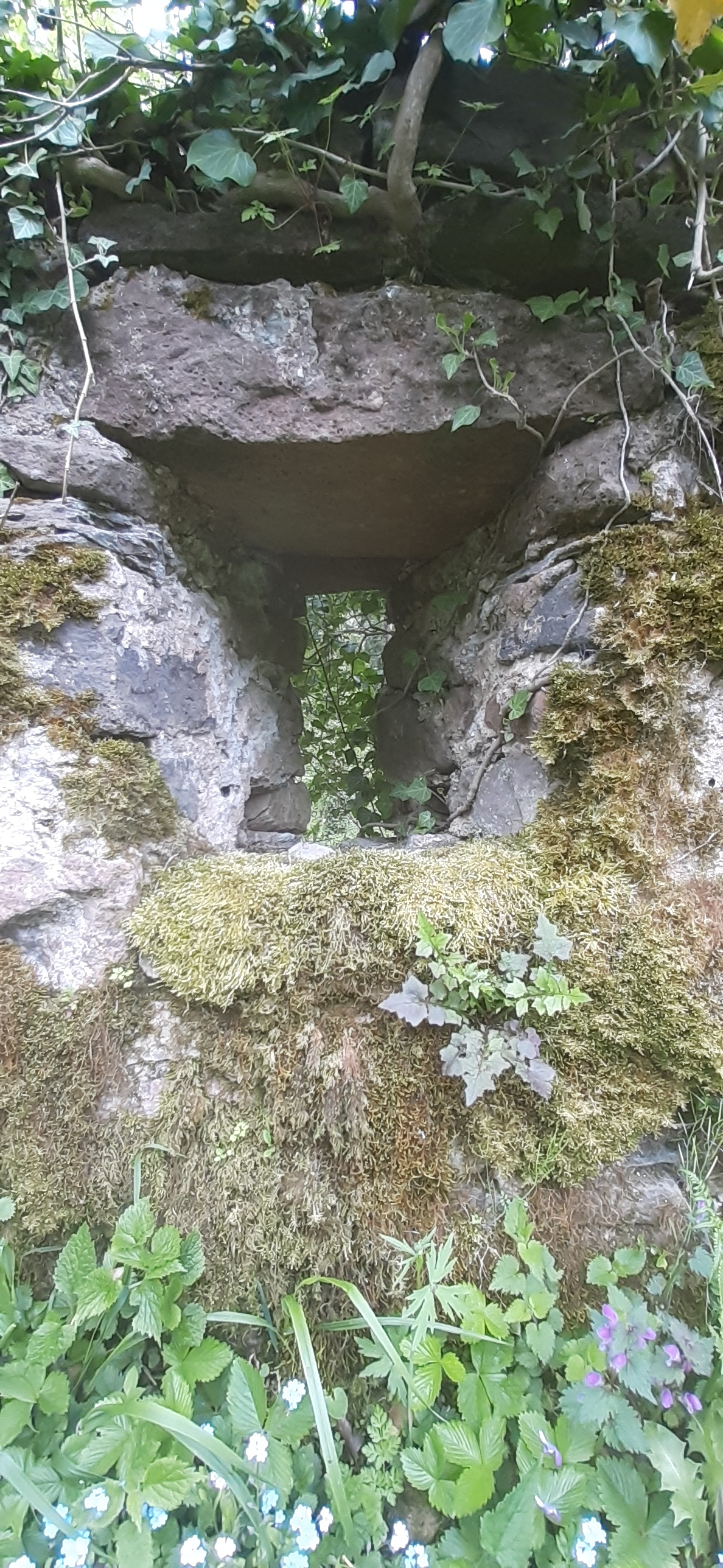
Schießscharte
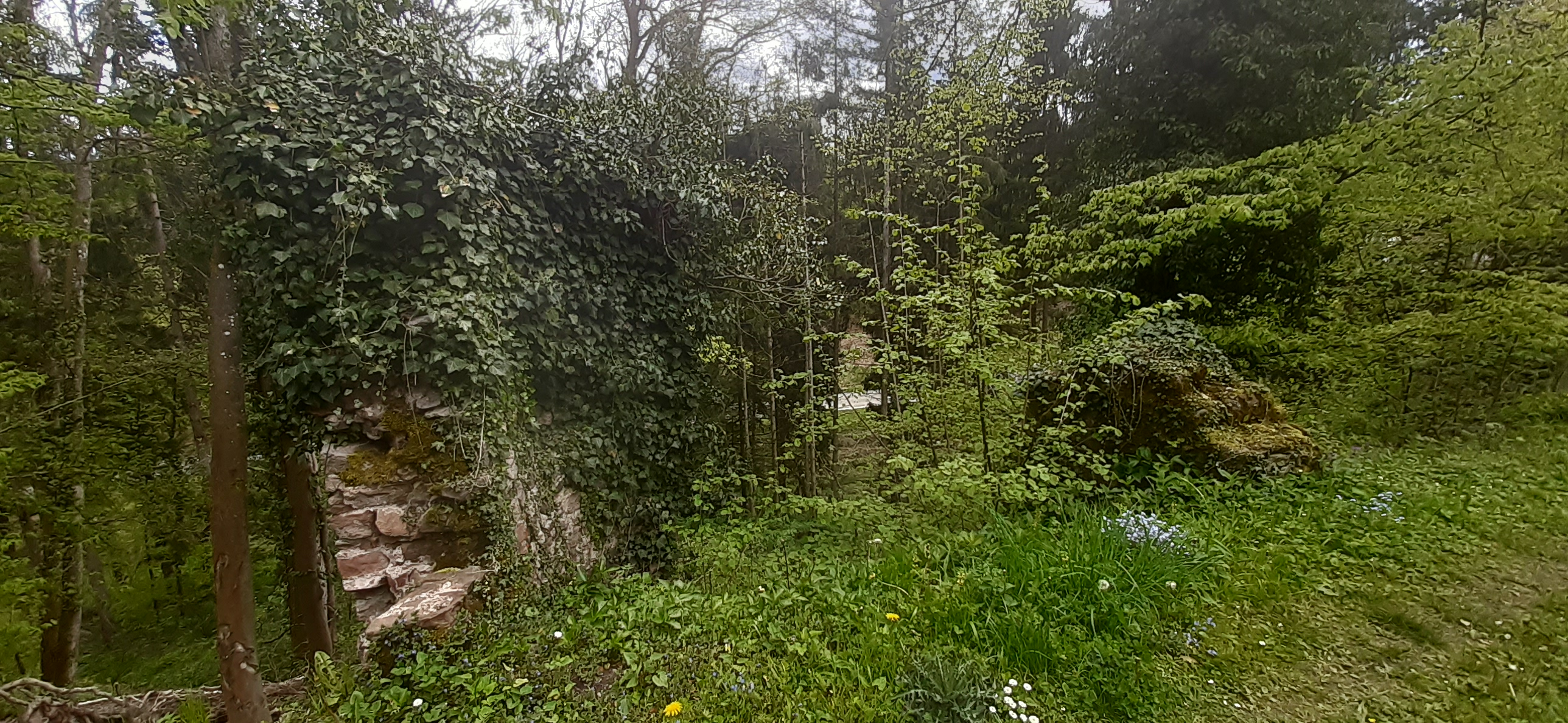
Reste des Schalenturmes
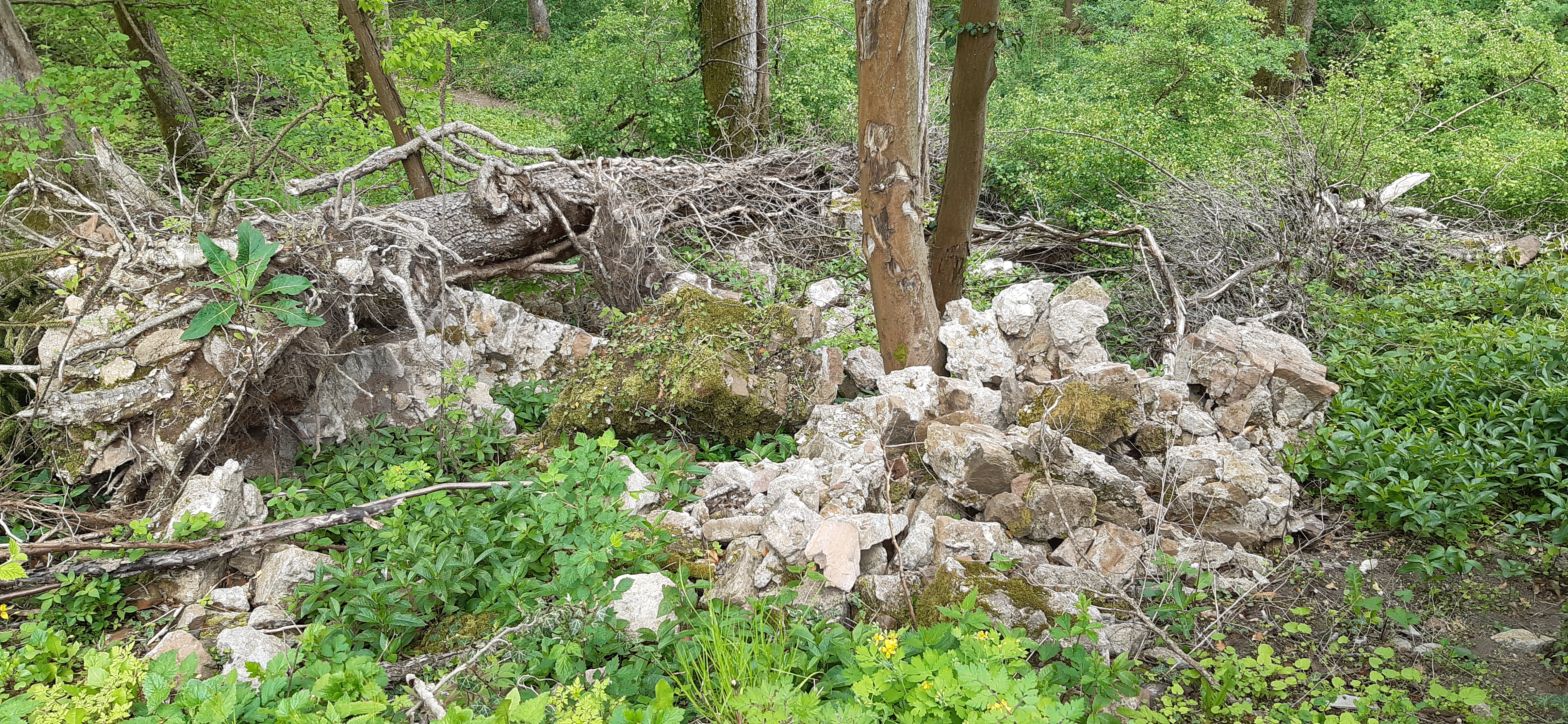
Burgmauerreste und Versturz des zweiten Schalenturmes
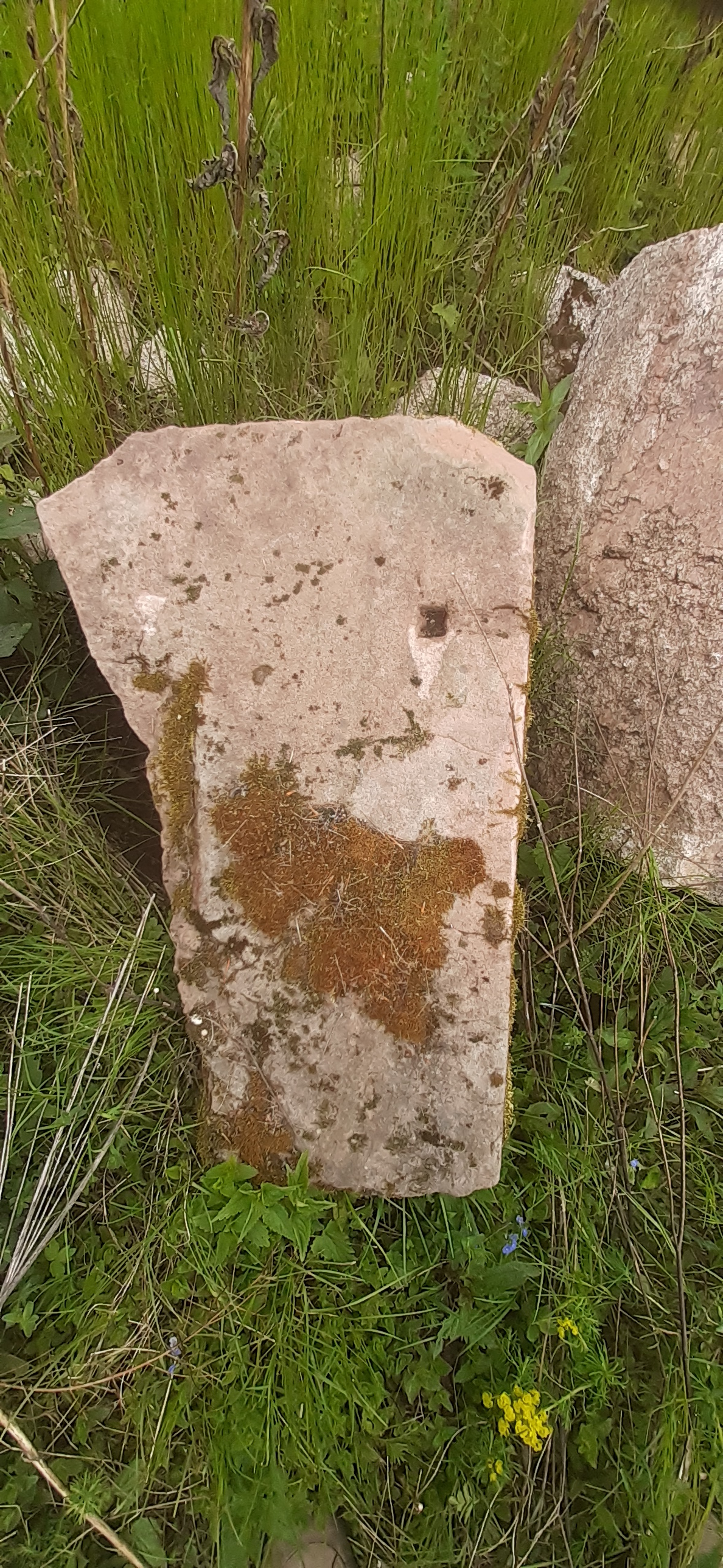
Behauene Sandsteine auf dem Plateau des Burghügels
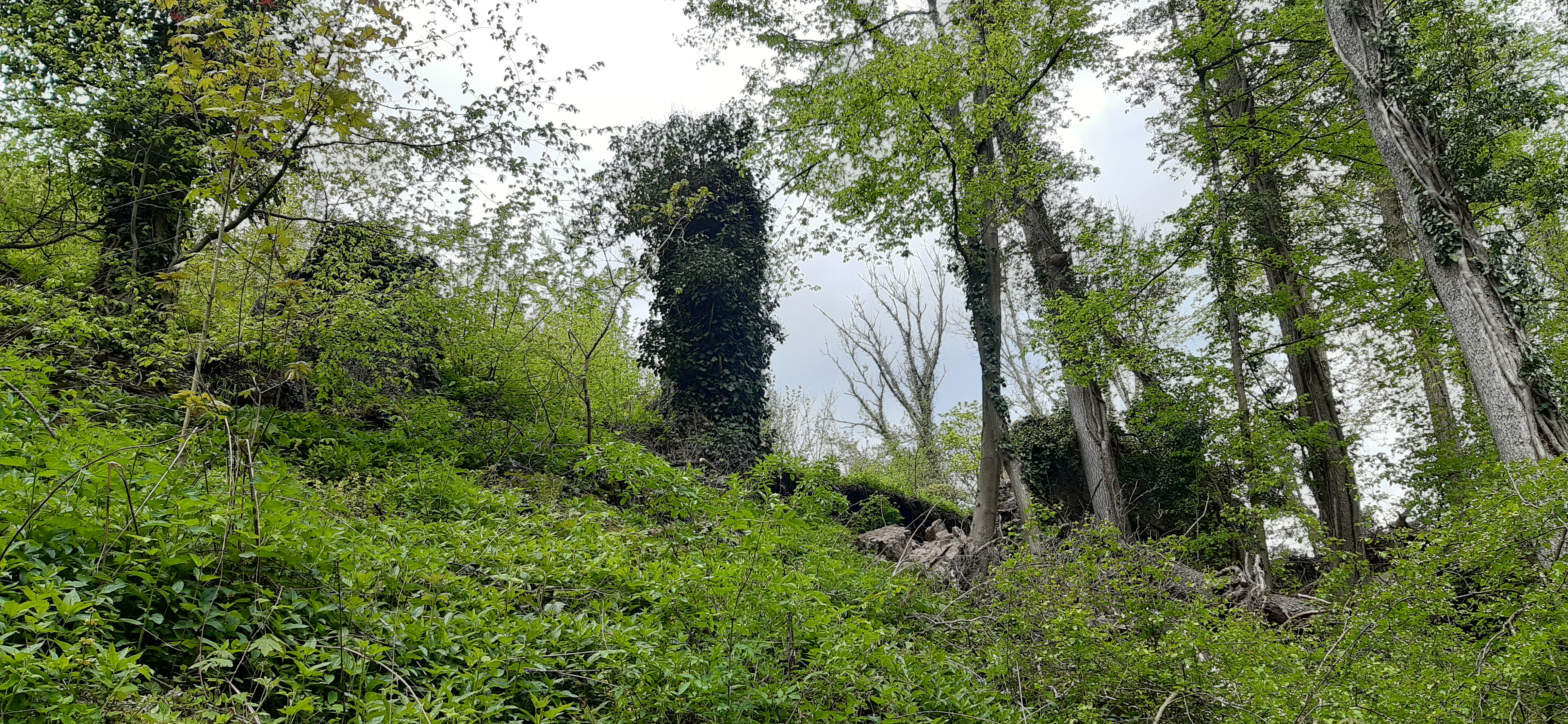
Die dürftigen Burgmauerreste von der Angriffsseite aus
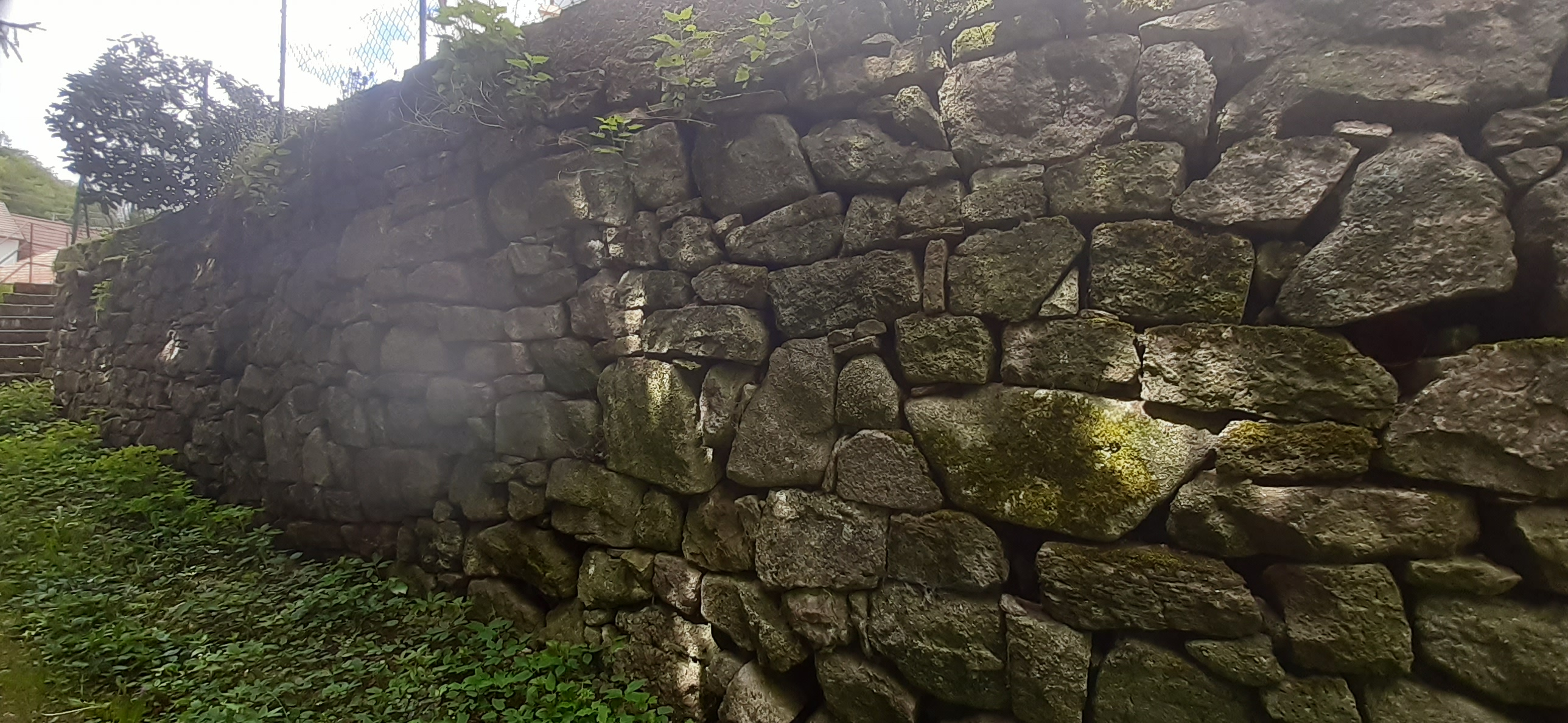
Stützmauer an der Gaststätte (vermutlich aus Resten der Burg erbaut)
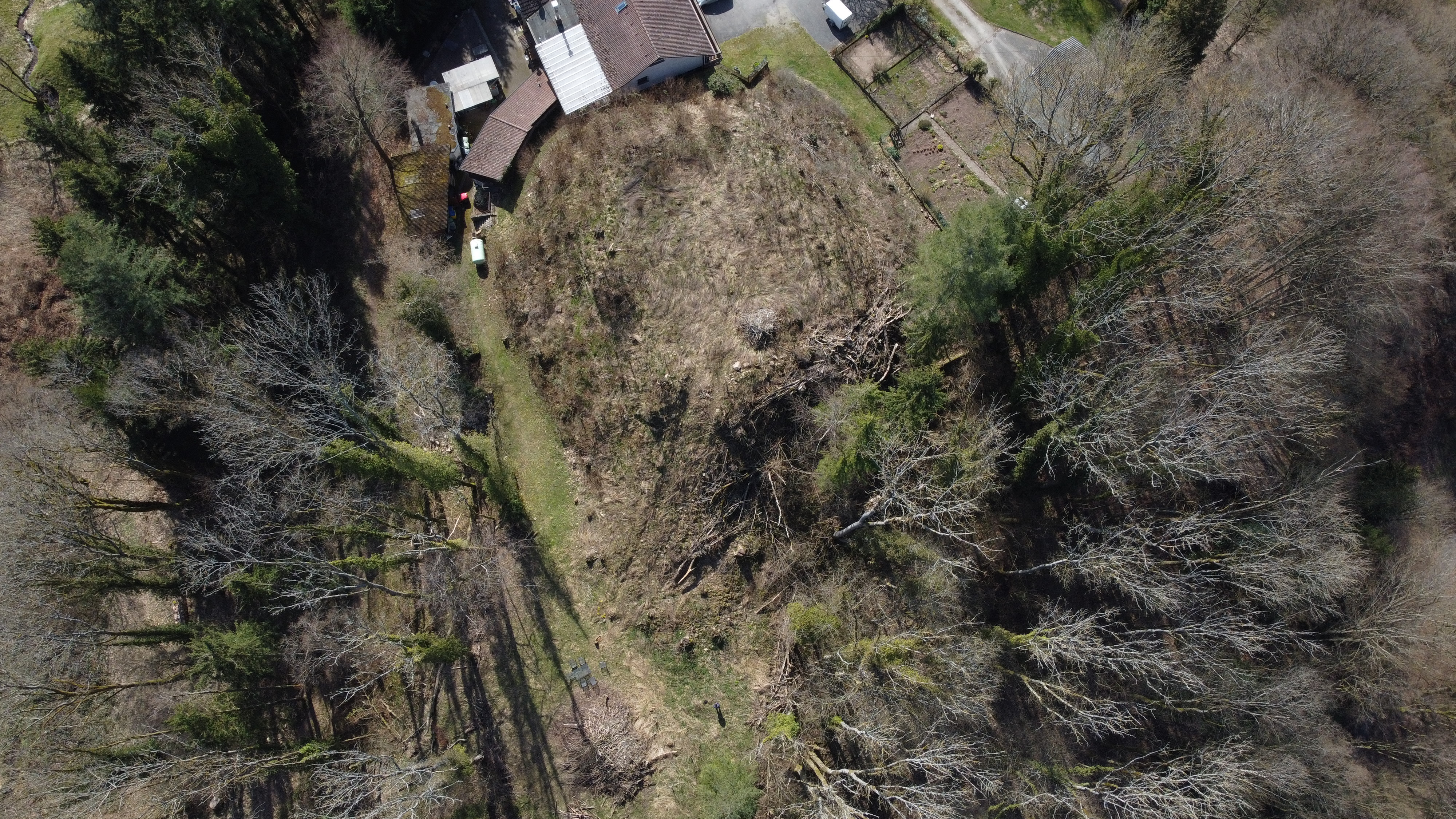
Burgruine (Luftaufnahme, 2021)